# Монументалізм у літературі
Монументалі́зм, Стара київська література — напрямок в оригінальній літературі Київської Русі 11 століття (поряд з перекладною літературою). Монументальний стиль як окремий виділив Дмитро Чижевський.
Назва походить від того, що «творам київської літератури 11 ст. властива певна стилістична „монументальність“, вибудова з окремих розмірно нечисленних стилістичних елементів, обмеженість на малу кількість у вживанні прикрас та скупчення уваги на змісті».

## Основні риси
Основні риси монументального стилю, виділені Д. Чижевським:
- відносно проста композиція творів. Характерна риса — думки викладу часто концентруються в певну афористичну формулу, здебільшого наприкінці викладу. Іноді формула повторюється кілька разів протягом викладу. Літературне завдання цілого твору, або принаймні кожного окремого розділу, зосереджене на одній думці і рідко відходить від неї. Відтак, інша властивість, яка випливає звідси — часта неясність композиції творів.
- простота синтаксична: виклад здебільшого з коротких речень, що уривчасто йдуть одне за одним, іноді навіть повторюючи попереднє.
- постійне використання сталих формул, які часто повторюються в тому самому творі, або розділі, або в різних розділах твору.
- використання невеликої кількості стилістичних прикрас:
  - паралелізм сусідніх речень або думок, висловлених у сусідніх реченнях
  - алітерації, які посилюють враження паралелізму
  - порівняння — нечисленні, але виразні («стріли, як дощ», ворожі полки, «як ліси», «аки борове», чернець-аскет-багатир — «храбръ» тощо)
  - епітети — нечисленні, майже немає улюблених, крім імен-прізвищ — Святополк Окаянний, Боняк Шолудивий тощо
- серед основних ідеологічних рис:
  - ідеологія «великодержавства», уявлення про династичну та державну єдність «Русі».
  - «християнський оптимізм», радість із того, що Русь «в останню годину», «одинадцяту годину» ще покликана Богом до християнської єдності.

## Зразки монументального стилю

### Проповідництво
В добу монументального стилю, поруч із численними перекладними проповідями оригінальні проповіді є лише невеликим доповненням до візантійської гомілетики. Велика частина оригінальних проповідей не датована точно, і лише мовні ознаки та елементи змісту вказують на їх належність до старої київської літератури. Лише два автори є добре відомими — св. Феодосій та митрополит Іларіон («Слово про закон і благодать»).
Цей сегмент давньоукраїнської літератури досить погано вивчений, на думку Д. Чижевського основні перешкоди це анонімність і пізніше приписування проповідей святим, отцям церкви тощо.
Деякі проповіді згадують події свого часу, тому можна їх приблизно датувати. Наприклад, якщо розповідається про перенесення мощей св. Миколи або про «Русь» як «новохрещений» народ (як в одній проповіді на пошану Богородиці), то проповіді можна з великою ймовірністю датувати 11 ст.
Старі проповіді різноманітні і в тематиці, і в стилі. Поруч із простими проповідями на великий піст є урочисті «похвали» (зокрема надзвичайно пишна похвала св. Феодосієві, що пізніше ввійшла до складу «Печерського Патерика»)

### Повісті
Світське оригінальне повістярство в староруській літературі було або малорозвинутим, або втрачене. Але у літописі збереглося кілька творів, що репрезентують повістярство як жанр, здебільшого духовне. На думку Д. Чижевського, ці повісті могли існувати раніше як окремі твори, проте лише оповідання про кн. Василька має всі ознаки самостійного твору. Твори цього типу відтворюють події, які стилістично розташовані між «протокольним» та патетичним і стилістично витонченим оповіданням.
Типовим для духовного оповідання є те, що воно несе в собі певну «мораль», оповідач робить на його основі певний релігійно-моральний висновок, що його він здебільшого подає читачеві як ясно сформульовану сентенцію.
До творів цього типу належать у літописі кілька оповідань. Ці оповідання не укладено в певні хронологічні рамки літопису, їх лише записано під певним роком, але вони є закінченими нарисами, кожне з своїм початком і кінцем та часто із своєю «мораллю». До цієї групи можна зарахувати цілком самостійний твір, т. зв. «Сказаниє» про забиття Бориса та Гліба та низку дрібніших оповідань про чудеса, про мощі (віднайдення мощей св. Феодосія, перенесення мощей Бориса та Гліба), про будівництво та освячення церков («Десятинної» в 996 р., св. Юрія та Софії в Києві), про заснування Печерського монастиря тощо. Деякі з оповідань увійшли і до інших творів, зокрема Печерського Патерика, Пролога.
Повістярство цього періоду або цілком є, або намагається бути історичним, оповідати про дійсні події. Але перекази повістярів — не лише сухі, короткі записи. Автори повістей уміють зробити свої оповідання цікавими та розвивати своє оповідання з драматичним напруженням. Найвищого ступеня художності досягнув анонімний автор «Сказання» про Бориса та Гліба, з його патетичною ритмізованою прозою та складними літературними засобами, взятими частково з богослужбових ґатунків, з використанням текстів Св. Письма тощо. Але й інші повістярі виявляють, зокрема, вміння літературного зображення, вкладаючи думки та почування в добре збудовані монологи дійових осіб.
Виклад змісту здебільшого простий, мистецькі прикраси скупі; найбільша увага звертається на перебіг подій. Але свій виклад вони подають широко, звертаючи увагу читача на окремі важливі моменти, вміють посилити напруження оповідання, «затримуючи» оповідь (наприклад, у повісті про Василька). Оповідання, які відомі сучасним дослідникам є всі тенденційні, але тенденційність не перешкодила авторам виконати суто літературні завдання. За висноком Д. Чижевського, оповідання 11 століття належать до найкращих творів старої київської літератури.

### Житія
«Житійна» література виразно відрізняється від духовної повісті. «Житіє» писалися лише про святого, тобто про праведну людину, для визнання святості якої вже існували певні обґрунтовані дані. Численна житійна література, яка прийшла зразу в болгарських перекладах чи була перекладена вже в Києві, могла цілком задовольнити потребу читача, тим більше, що серед найстаріших перекладних житій було чимало творів, цікавих не лише житійним змістом, але й мистецькою формою або богословськими міркуваннями (наприклад житія, що порушують питання про кінець світу — Андрія Юродивого й ін.). Також на Русі з'явилися житія нових слов'янських святих: Кирила та Мефодія, В'ячеслава Чеського, святої Людмили.
Для українців писати житія своїх святих означало поставити своїх праведників поруч із старими великими святими та мучениками. Східнослов'янська житійна література ще довго мала характер надзвичайної «скромності»: було мало оповідань про чудеса, немає надмірного вихваляння святих, великою видається залежність від перекладних або слов'янських зразків. Цю залежність не треба розуміти так, що автори просто списували житія чужих святих. Навпаки, старі житія намагаються подавати добре перевірені та певні відомості, але їх автори із свого матеріалу вибирають такі риси, що засвідчені і в житіях старіших святих. Це ніби слугувало гарантією того, що такі риси — справжні ознаки святості. Коли матеріалу про святих не існувало, то і житія не писалися. Цим можна пояснити той факт, що немає старих житій Ольги, Володимира та навіть Антонія Печерського. Про цих святих є лише твори, споріднені з житіями, але всі вони — іншого стилю, твори, що не вимагають фактичних даних. Класичні твори житійної літератури дав Нестор:
- Житія Бориса і Гліба
- Житія Теодосія Печереського

### «Ізборник» 1076 року
Своєрідною пам'яткою є так званий «Ізборник» 1076 року — збірка численних невеликих творів, серед яких: три «повчання» батьків дітям («Слово одного батька до свого сина» та повчання дітям Ксенофонта та «святої Феодори»); так звані «Атанасієві відповіді», що пояснюють важкі місця у Святому Письмі, вибрані уривки з неканонічних книг св. Письма («Книга Премудрості», Сирах); оповідання про «Милостивого Созомена» та, можливо, найтиповіші для «Ізборника» — різні сентенції, речення, прислів'я, згруповані за темами. Увесь твір є світського призначення. Темою твору, що їй приділено автором найбільше місця, є милосердя до бідних. Багато порад мають характер «світський», наприклад про ставлення до «сильних цього світу» («не сварися съ чловекъмь сильнымь») тощо. Деякі з творів, що ввійшли до «Ізборника», поширювалися й пізніше (до 18 ст.).

### Літопис
Літописи Київської Русі — це не тільки простий хронологічний запис подій, але й за словами Д. Чижевського «є якимись енциклопедіями, збірками найрізноманітнішого літературного матеріалу, який не дійшов би до нас, якби літописці не занесли його до своїх творів».
Зміст найстарішої частини літопису, яка доходить до другого десятиліття 12 століття, охоплює події (переважно з Київщини) від найстаріших часів (половина 9 ст.).
Найстаріший літопис дійшов у трохи відмінних редакціях: в так зв. «Лаврентіївському» літописі (різні списки з 14 — 15 ст.), де він доведений до р. 1110 та закінчується записом ігумена Видубецького монастиря під Києвом Сильвестра, що переписав рукопис 1116 р. та в «Іпатіївському» літописі (5 списків з 15 та пізніших ст.), де оповідь доведено до року 1117.

### Епос
Епічний наробок цього періоду є майже цілком втраченим. Проте дослідниками літератури робляться спроби щодо визначення основних рис, які могли б бути притаманними для старовинного епосу.
Джерелом для встановлення тематики старого епосу є, з одного боку, літописи. В них занесено чимало переказів, що пов'язані з старим епосом. До того ж, цінні записи подають пізні північно-східні, московські літописи (16 ст.), наприклад, т. зв. «Ніконовський». Та найважливішим джерелом є руські так зв. «билини» (назва, що вигадана в 19 ст.; народна назва — «старини»). Дещо з східно-слов'янського епосу перейшло навіть до епосу західно-європейського.
За формою епос монументальної доби невідомо чи був віршований, хоча деякі дослідники, зокрема Н. Трубецкой, знаходять у їх ритміці сліди походження з 12 — 13 ст. «Слово о полку Ігоревім» єдиний твір, що дійшов до нас з 12 ст. і в писаному вигляді не має віршованої форми. Одне певне, що епічні твори «співали», як показують староукраїнські згадки та індоєвропейські паралелі. Мова, напевне, була ближчою до тодішньої розмовної мови, аніж мови писаних творів, оскільки мова епосу часто буває архаїчна. Зокрема у билинах збереглося багато давніх слів: «гридня» або «гридниця» (помешкання дружини, скандінавське слово), «іскопить» (слід копит), «полениця» (жінка-богатир), «стольний град» (столиця), «наполи» (напів), «дорог рибій зуб» (моржова кість, також в Іпатіївському літописі 1160 р.).
Серед стилістичних характерні такі риси:
- рясне вживання епітетів, повторення речень та окремих слів,
- алітерація,
- численні порівняння, паралелізм образів (місяць-молодик на небі — народження Вольги; хмари — вороже військо), іноді негативний паралелізм (це не хмара — це військо),
- улюблені перебільшення (гіперболи),
- численні постійні формули (природні в усній словесності, полегшують утримання величезних творів у пам'яті), наприклад, годування коня, сідлання коня, стрільба з лука, полювання, привітання, біг коня тощо.